# Heinrich Rupp
Heinrich Rupp (21 giugno 1972) è un ex sciatore alpino svizzero.

## Biografia
Rupp, originario di Valens di Pfäfers, debuttò in campo internazionale in occasione dei Mondiali juniores di Zinal 1990; specialista della discesa libera, ottenne in tale specialità tutti i principali risultati della sua carriera, a partire dall'esordio in Coppa del Mondo, il 17 dicembre 1993 in Val Gardena (47º). Nel 1996 conquistò l'ultima vittoria in Coppa Europa, il 22 gennaio ad Altenmarkt-Zauchensee, e il miglior piazzamento in Coppa del Mondo, il 6 marzo a Kvitfjell/Hafjell (19º); colse l'ultimo podio in Coppa Europa il 17 dicembre 1997 a Piancavallo (3º) e prese per l'ultima volta il via in Coppa del Mondo il 7 marzo 1998 a Kvitfjell (40º). Si ritirò al termine di quella stessa stagione 1997-1998 e la sua ultima gara fu il supergigante dei Campionati svizzeri 1998, disputato il 17 marzo a Obersaxen e chiuso da Rupp al 9º posto; non prese parte a rassegne olimpiche o iridate.

## Palmarès

### Coppa del Mondo
- Miglior piazzamento in classifica generale: 98º nel 1995

### Coppa Europa
- Miglior piazzamento in classifica generale: 8º nel 1996
- 5 podi (dati dalla stagione 1994-1995):
  - 2 vittorie
  - 3 terzi posti

#### Coppa Europa - vittorie
| Data            | Località              | Paese   | Specialità |
| --------------- | --------------------- | ------- | ---------- |
| 21 gennaio 1996 | Altenmarkt-Zauchensee | Austria | DH         |
| 22 gennaio 1996 | Altenmarkt-Zauchensee | Austria | DH         |

Legenda:

DH = discesa libera